# جوان سميث
جوان سميث (بالإنجليزية: Joan Miller Smith)‏ هي متسابقة بياثل أمريكية، ولدت في 25 يونيو 1967 في روتشستر في الولايات المتحدة.

## وصلات خارجية
- جوان سميث على موقع IBU (الإنجليزية)
- جوان سميث على موقع اللجنة الأولمبية الدولية (الإنجليزية)
- جوان سميث على موقع أوليمبيديا (الإنجليزية)